# Zavino
Zavino é um assentamento localizado no município de Ajdovščina na Eslovênia. Possuía uma população estimada de 84 habitantes em 2020.